# Europese kampioenschappen roeien 2011
De Europese kampioenschappen roeien 2011 werden van vrijdag 16 september tot en met zondag 18 september gehouden op de Plovdiv Regatta Venue in het Bulgaarse Plovdiv. Er werden medailles verdeeld op veertien onderdelen, acht bij de mannen en zes bij de vrouwen

## Medaillewinnaars

### Mannen
| Bootklasse              | Goud | Goud    | Zilver | Zilver  | Brons | Brons   |
| Skiff M1x               | Litouwen Mindaugas Griškonis | 7:02,74 | Duitsland Falko Nolte | 7:04,99 | Kroatië Mario Vekić | 7:08,17 |
| Twee zonder M2-         | Griekenland Nikolaos Gountoulas Apostolos Gountoulas | 6:31,63 | Italië Niccolò Mornati Lorenzo Carboncini                                                                                   | 6:34,26 | Servië Jovan Popović Nikola Stojić | 6:43,97 |
| Dubbel twee M2x         | Litouwen Saulius Ritter Rolandas Maščinskas | 6:23,05 | Servië Marko Marjanović Dušan Bogićević                                                                                     | 6:24,90 | Rusland Artjom Kossow Dmitri Chmylnin | 6:25,87 |
| Vier zonder M4-         | Griekenland Stergios Papachristos Giannis Tsilis Georgios Tziallas Ioannis Christou                                                                      | 5:58,12 | Wit-Rusland Wadsim Ljalin Dsjanis Mihal Stanislau Schtscharbatschenja Alexander Kosubowski                                  | 6:01,45 | Italië Mario Paonessa Francesco Fossi Luca Agamennoni Andrea Palmisano                                                                                       | 6:06,10 |
| Dubbel vier M4x         | Rusland Nikita Morgatschow Alexei Swirin Igor Salow Sergei Fedorowzew                                                                                    | 5:45,17 | Estland Andrei Jämsä Allar Raja Tõnu Endrekson Kaspar Taimsoo                                                               | 5:47,07 | Polen Konrad Wasielewski Wiktor Chabel Kamil Zajkowski Piotr Licznerski                                                                                      | 5:51,00 |
| Acht M8+                | Polen Marcin Brzeziński Rafał Hejmej Dariusz Radosz Piotr Hojka Mikołaj Burda Piotr Juszczak Krystian Aranowski Michał Szpakowski Daniel Trojanowski (s) | 5:37,38 | Tsjechië Jiří Srna Kornel Altman David Szabo Jan Pilc Jakub Podrazil Jakub Koloc Petr Melichar Matyáš Klang Martin Suma (s) | 5:39,38 | Oekraïne Anton Choljasnykow Wiktor Hrebennykow Iwan Tymko Artem Moros Andrij Pryweda Valentyn Kletskoy Oleh Lykow Serhij Tschykanow Olexander Konowaljuk (s) | 5:39,63 |
| Lichte dubbel twee LM2x | Italië Lorenzo Bertini Elia Luini | 6:28,83 | Griekenland Eleftherios Konsolas Panagiotis Magdanis                                                                        | 6:31,84 | Puerto Rico Pedro Fraga Nuno Mendes | 6:34,08 |
| Lichte vier zonder LM4- | Italië Daniele Danesin Andrea Caianiello Marcello Miani Martino Goretti                                                                                  | 6:02,68 | Tsjechië Jan Vetešník Ondřej Vetešník Jiří Kopáč Miroslav Vraštil                                                           | 6:05,63 | Servië Nemanja Nešić Miloš Stanojević Nenad Babović Miloš Tomić                                                                                              | 6:08,77 |

### Vrouwen
| Bootklasse              | Goud | Goud    | Zilver | Zilver  | Brons | Brons   |
| Skiff W1x               | Tsjechië Miroslava Knapková | 7:52,03 | Rusland Yuliya Levina | 7:58,37 | Litouwen Donata Vištartaitė | 8:02,46 |
| Twee zonder W2-         | Roemenië Camelia Lupașcu Nicoleta Albu | 7:29,22 | Wit-Rusland Yuliya Bichyk Natallia Helakh | 7:31,50 | Italië Claudia Wurzel Sara Bertolasi | 7:37,79 |
| Dubbel twee W2x         | Oekraïne Anastasiya Kozhenkova Yana Dementyeva | 7:06,17 | Servië Iva Obradović Ivana Filipović | 7:08,27 | Tsjechië Lenka Antošová Jitka Antošová | 7:11,31 |
| Dubbel vier W4x         | Oekraïne Svitlana Spiriukhova Nataliia Huba Tetiana Kolesnikova Kateryna Tarasenko                                                                               | 6:32,75 | Polen Agnieszka Kobus Karolina Gniadek Sylwia Lewandowska Natalia Madaj | 6:35,30 | Roemenië Cristina Ilie Ioana Crăciun Camelia Lupașcu Nicoleta Albu                                                                                   | 6:41,61 |
| Acht W8+                | Roemenië Maria Bursuc Ionelia Zaharia Cristina Grigoraș Irina Dorneanu Adelina Cojocariu Andreea Boghian Roxana Cogianu Enikő Mironcic Talida-Teodora Gîdoiu (s) | 6:14,98 | Wit-Rusland Jekaterina Schljupskaja Marharyta Krechka Olha Beresnewa Natallja Helach Hanna Nachajewa Tatjana Kuchta Julija Bitschyk Anastassija Fadsejenka Jaraslawa Paulowitsch (s) | 6:20,52 | Oekraïne Oksana Golub Ganna Gutsalenko Olha Hurkovska Nina Proskura Olena Buryak Svitlana Novichenko Liubov Stashko Anna Kontseva Anna Gaidukova (s) | 6:23,82 |
| Lichte dubbel twee LW2x | Griekenland Christina Giazitzidou Alexandra Tsiavou | 7:15,50 | Verenigd Koninkrijk Kathryn Twyman Andrea Dennis | 7:20,26 | Italië Laura Milani Enrica Marasca | 7:24,88 |

## Medailleklassement
| Plaats | Land                | Goud | Zilver | Brons | Totaal |
| 1      | Griekenland         | 3    | 1      | 1     | 5      |
| 2      | Italië              | 2    | 1      | 3     | 6      |
| 3      | Oekraïne            | 2    | 0      | 2     | 4      |
| 4      | Litouwen            | 2    | 0      | 1     | 3      |
| 4      | Roemenië            | 2    | 0      | 1     | 3      |
| 6      | Tsjechië            | 1    | 2      | 1     | 4      |
| 7      | Polen               | 1    | 1      | 1     | 3      |
| 7      | Rusland             | 1    | 1      | 1     | 3      |
| 9      | Wit-Rusland         | 0    | 3      | 0     | 3      |
| 10     | Servië              | 0    | 2      | 2     | 4      |
| 11     | Duitsland           | 0    | 1      | 0     | 1      |
| 11     | Estland             | 0    | 1      | 0     | 1      |
| 11     | Verenigd Koninkrijk | 0    | 1      | 0     | 1      |
| 14     | Kroatië             | 0    | 0      | 1     | 3      |
| 14     | Portugal            | 0    | 0      | 1     | 3      |
| Totaal | Totaal              | 14   | 14     | 14    | 42     |